# Михаил Амоли
Михаил Амоли (Mihail Amoli), известен също като Мишо Амоли (Misho Amoli), е български ютюбър, инфлуенсър, актьор, модел и музикален продуцент.
Най-известен е с качване на съдържание, посветено на музиката и модата, особено с видеоклипове за „Какво носят хората“ в Испания, Франция и др.

## Биография
Мишо Амоли е роден в София на 2 декември 1991 г. Баща му е от Италия, а майка му Даниела е от Плевен. В тийнейджърските си години се премества в Мадрид, Испания.
Там започва да създава модно съдържание в Instagram, където в момента има 89 000 последователи, а по-късно прави скок и в YouTube (45 000 последователи), Twitter, Twitch и TikTok, добавяйки общо над половин милион последователи.

## Kариера
Започва в света на модата през 2016 г., когато създава първия си блог, наречен Back To Minimal, където за няколко месеца набира повече от 250 000 абонати. По-късно през същата година решава да напусне проекта, за да се съсредоточи главно в YouTube и Instagram.
В началото на тази 2021 г. започва с най-важната си поредица в YouTube, наречена „Какво носят хората“, където показва как хората се обличат на улицата в различни места по света.
Междувременно пуска своя пръв музикален проект Sample Sessions, съставен от 7 парчета със соул, джаз, реге и класическа музика.